# Kemsei István
Kemsei István (Kaposvár, 1944. augusztus 1. - Budapest, 2025. augusztus 11.) József Attila-díjas (2002) magyar költő, esszéista, kritikus, tanár, könyvtáros.

## Életpályája
1963-ban villanyszerelőként végzett, és egy évig villanyszerelőként dolgozott. 1964 óta könyvtáros. 1981-1987 között általános iskolai magyar tanárként dolgozott. 1982-ben levelező tagozaton végzett az ELTE BTK magyar-könyvtár szakán. 1987-1991 között a Magvető Könyvkiadó felelős szerkesztője volt. 1991 óta az Orfeusz Kiadó munkatársa. 1992 és 2006 között a Zrínyi Miklós Gimnáziumban pedagógus. 2006 óta nyugdíjas.
Első két kötetében (Arc, 1973; Feljegyzések lyukas zokni-korszakból, 1978) fiatalos elfogulatlansággal számolt be élményeiről. Ironikus hangot használt, költői nyelve egyszerű, ugyanakkor ötletesen groteszk.

## Művei
- Arc (versek, 1973)
- Feljegyzések lyukas zokni-korszakból (versek, 1978)
- Át a szoros kapun (versek, 1989)
- Más évezred. Válogatott és új versek (1997)
- Levelek Pontusba (versek, 1998)
- Don Juan énekei (versek, 2001)
- Valamennyi időnk (tanulmányok, 2002)
- Zsánerképek az autóbuszon versek, (2003)
- Immanuel Kant hálósipkája (versek, 2006)
- Róka a fűzfán (esszék, 2007)
- A vakond feljön. Versprózák; AmbrooBook, Győr, 2013
- A szederinda szeme. Dunakönyv; Orpheusz, Bp., 2016
- 40 év, 40 könyv. Válogatott bírálatok; utószó Kontra Ferenc; Széphalom Könyvműhely, Bp., 2017
- És ne tovább. Válogatott versek (2018)

## Díjai
- SZOT-ösztöndíj (1980)
- Gábor Andor-díj (1992)
- József Attila-díj (2002)
- az Év Könyve-díj (2003)
- Arany János-díj (2014)[1]
- Illyés Gyula-díj (2017)
- Kortárs-díj (2018)
- Magyar Arany Érdemkereszt (2024)[2]